# Mały książę (singel)
Mały książę – czwarty singel polskiego rapera Aviego z jego debiutanckiego solowego albumu studyjnego, zatytułowanego Mały książę. Singel został wydany 27 marca 2023.
Nagranie otrzymało w Polsce status potrójnie platynowego singla, przekraczając liczbę 150 tysięcy sprzedanych kopii.

## Geneza utworu i historia wydania
Utwór napisali i skomponowali Kamil Zalewski i Mateusz Przybylski, który również odpowiada za produkcję utworu.
Singel ukazał się w formacie digital download 27 marca 2023 w Polsce za pośrednictwem wytwórni płytowej Moya Label w dystrybucji e-Muzyka. Piosenka została umieszczona na debiutanckim solowym albumie studyjnym Aviego  – Mały książę.

## Teledysk
Do utworu powstał teledysk w reżyserii Borysa Bernackiego, który udostępniono w dniu premiery singla za pośrednictwem serwisu YouTube.

## Lista utworów
- Digital download[2]

1. „Mały książę” – 3:01

## Notowania

### Pozycje na listach sprzedaży
| Kraj   | Lista (2023)             | Najwyższa pozycja |
| ------ | ------------------------ | ----------------- |
| Polska | Billboard Poland Songs   | 3                 |
| Polska | OLiS – single w streamie | 3                 |

## Certyfikaty
| Kraj          | Certyfikat         | Sprzedaż |
| ------------- | ------------------ | -------- |
| Polska (ZPAV) | 3× platynowa płyta | 150 000+ |